# Anna Komorowská
Anna Komorowská (roz. Dziadzia; * 11. května 1953 Varšava) je vystudovaná filoložka, jež zastávala v letech 2010–2015 úřad první dámy Polska. Jejím manželem je bývalý polský prezident Bronisław Komorowski.

## Život
Jejími rodiči byli Jan a Józefa Dziadziovi (roz. Hana Rojerová, posléze si za okupace změnila jméno na Józefa Deptułová). Vystudovala klasickou filologii na Varšavské univerzitě, následně vyučovala latinu na střední škole. Svého budoucí manžela si vzala v roce 1977, po sedmi letech známosti. Má s ním pět dětí: Zofii (* 1979), Tadeusze (* 1981), Marii (* 1983), Piotra (* 1986), Elżbietu (* 1989).

## Vyznamenání
- velkokříž Řádu polární hvězdy – Švédsko, 4. května 2011
- velkokříž Norského královského řádu za zásluhy – Norsko, 2012[6]
- velkokříž Řádu za zásluhy – Portugalsko, 19. dubna 2012[7]
- velkokříž Řádu zásluh o Italskou republiku – Itálie, 10. června 2012[8]
- velkodůstojník Řádu svatého Karla – Monako, 17. října 2012[9]
- velkokříž Řádu tří hvězd – Lotyšsko, 22. listopadu 2012 – udělil prezident Andris Bērziņš[10]
- Velký řád královny Jeleny – Chorvatsko, 8. května 2013 – udělil prezident Ivo Josipović za mimořádné zásluhy při podpoře přátelství a rozvoji vzájemné spolupráce mezi Chorvatskem a Polskem[11]
- velkokříž Řádu nizozemského lva – Nizozemsko, 2014
- Řád kříže země Panny Marie I. třídy – Estonsko, 14. března 2014[12]